# هارتفورد سیتی (ایندیانا)
هارتفورد سیتی، ایندیانا (به انگلیسی: Hartford City, Indiana) یک شهر در ایالات متحده آمریکا با جمعیت ۶٬۲۲۰ نفر است که در ایندیانا واقع شده‌است.

## نگارخانه

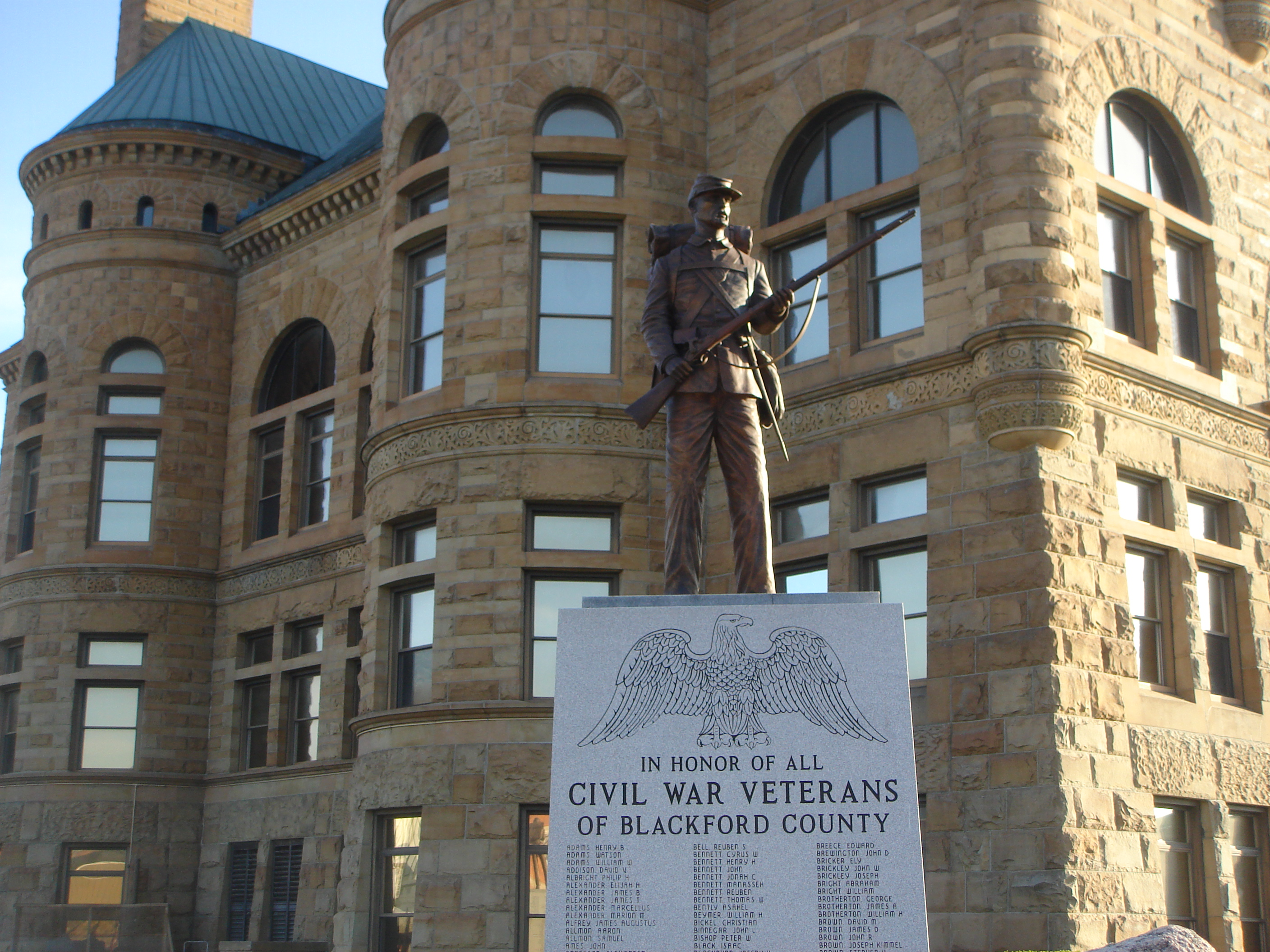
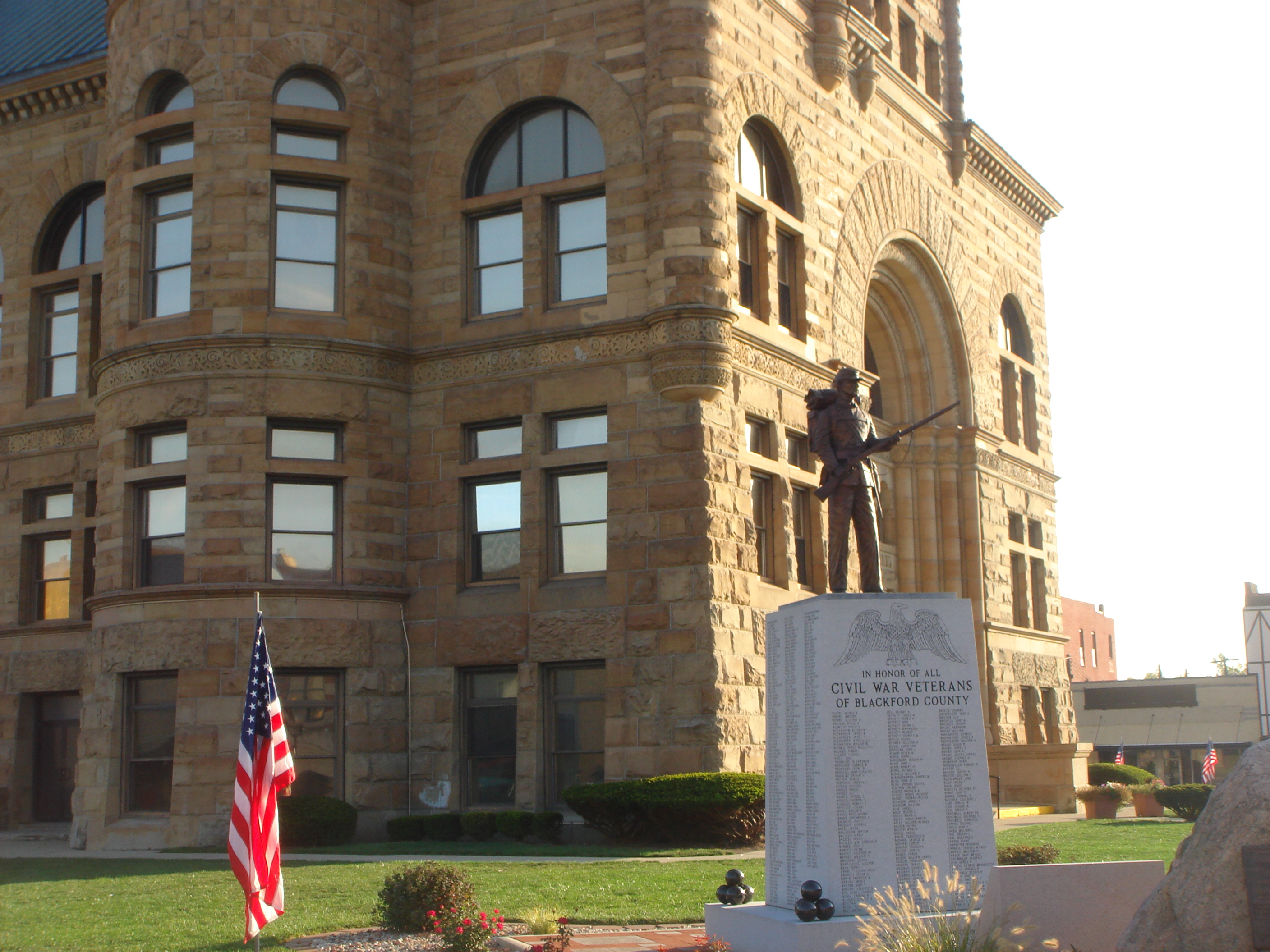
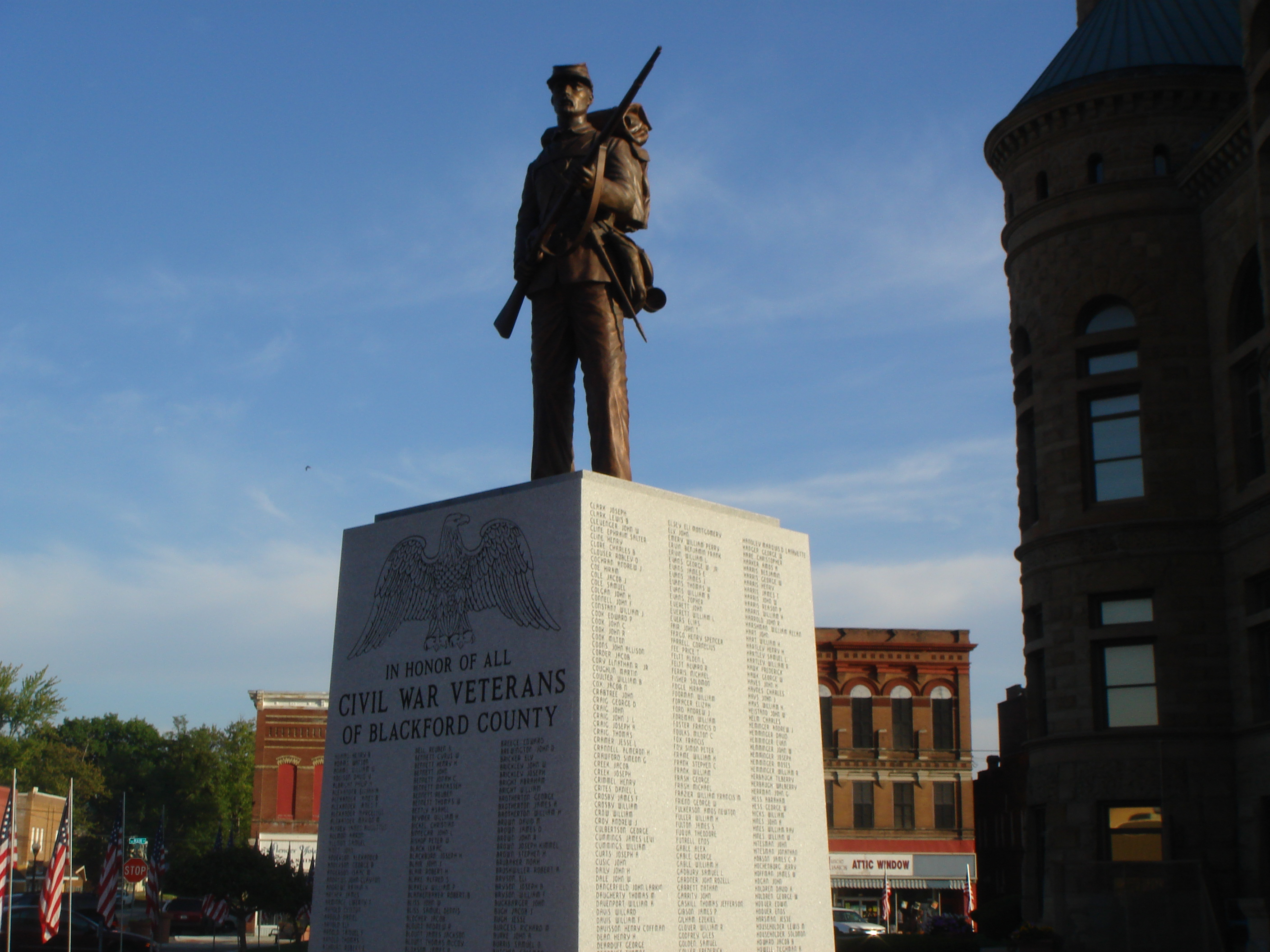
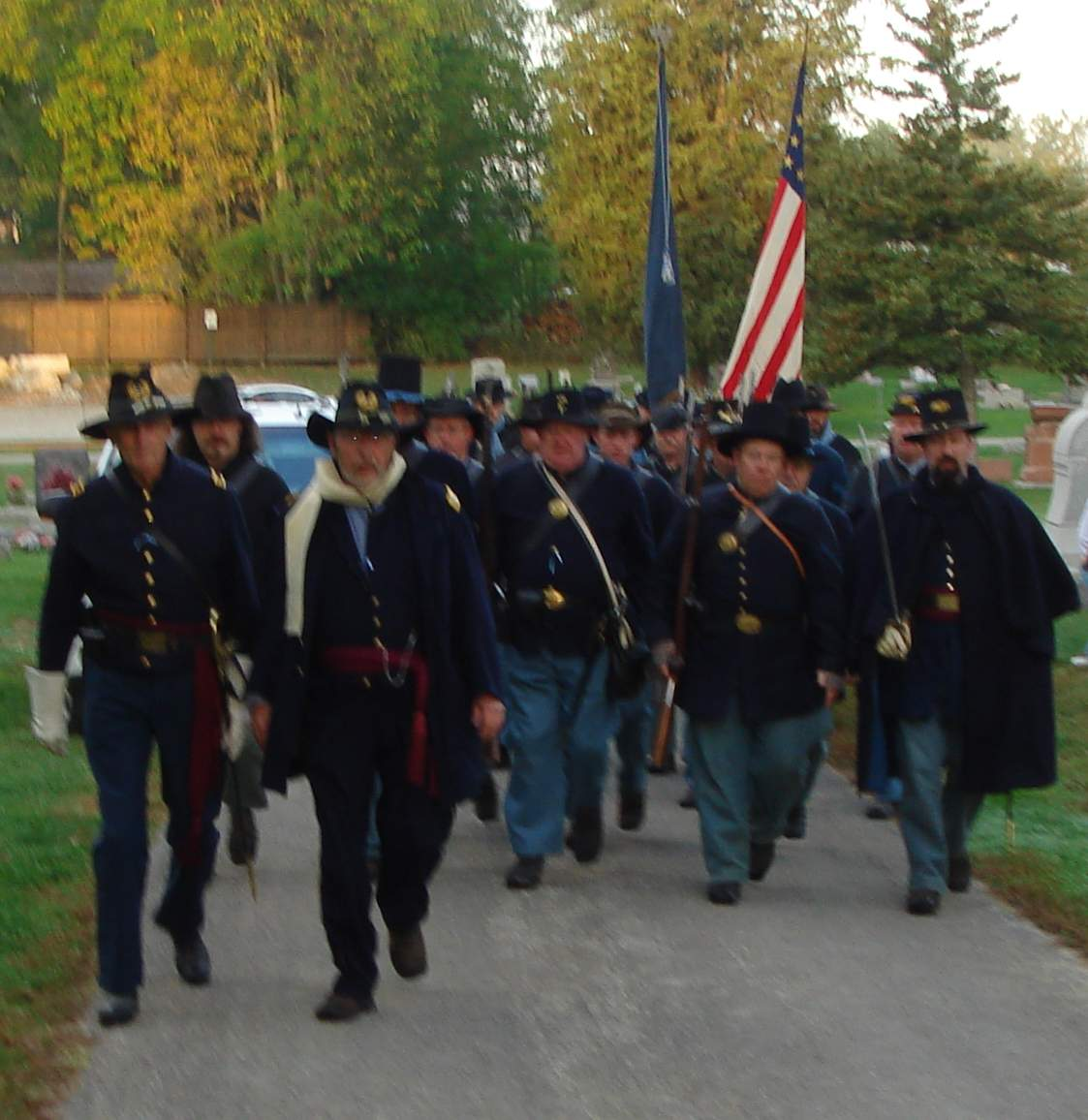